# Vance Joy
James Keogh (Melbourne, 1 de desembre de 1987), més conegut com a Vance Joy, és un cantant i compositor australià. El seu èxit més conegut és «Riptide», que va ser molt popular als anys 2013 i 2014 als països anglòfons.

## Trajectòria
Joy va començar a tocar el piano quan era petit. Va estudiar a l'escola St Kevin's College a Melbourne, on va fer classes amb el músic Chet Faker. Als 14 anys va començar a tocar la guitarra i a cantar. El 2009 va començar a escriure les seves pròpies cançons. Va rebre influències musicals del seu pare, el qual acostumava a escoltar la música The Whitlams, The Pogues, The Police i Paul Kelly. Actualment, admira al vocalista de la coneguda banda The Killers, Brandon Flowers.  És llicenciat en Arts i Dret a la Universitat de Monash.
El 21 gener del 2013 Vance Joy va llançar el senzill «From Afar». El 22 març 2013 Va llançar el seu primer EP, God Loves You When You're Dancing. El senzill «Riptide» es va convertir en un èxit a la ràdio comercial d'Austràlia, aconseguint el número 6 eals ARIA Singles Chart. La cançó també va aparèixer en una campanya de publicitat en televisió de GoPro als Estats Units d'Amèrica. Parlant en una entrevista amb Soundcheck el gener de 2014, James va afirma: «Crec que sempre hi ha una mica de varietat en la meva composició de cançons, així que probablement l'EP és un bon reflex del que la resta de l'àlbum serà. Són totes cançons diferents, suposo, però totes lligades». El nom Vance Joy prové de la fusió de dos dels cognoms dels membres de la banda de punk rock Maryland i Moss Icon.
El 2014 va llançar el seu primer àlbum titulat Dream Your Life Away, el qual va estar a la posició número 1 del llistat d'àlbums d'Austràlia, i, en les 20 primeres posicions de la llista d'àlbums britànica i a la Billboard 200 dels Estats Units respectivament. El 2015, el cantant australià va guanyar el premi a millor artista masculí als ARIA Music Awards. Vance Joy ha signat un contracte de cinc àlbums amb Atlantic Records.
El 2022, després de viure uns mesos a Barcelona amb la seva parella, va incloure a cançó «Catalonia» en l'àlbum In Our Own Sweet Time.